# Střelice u Jevišovic

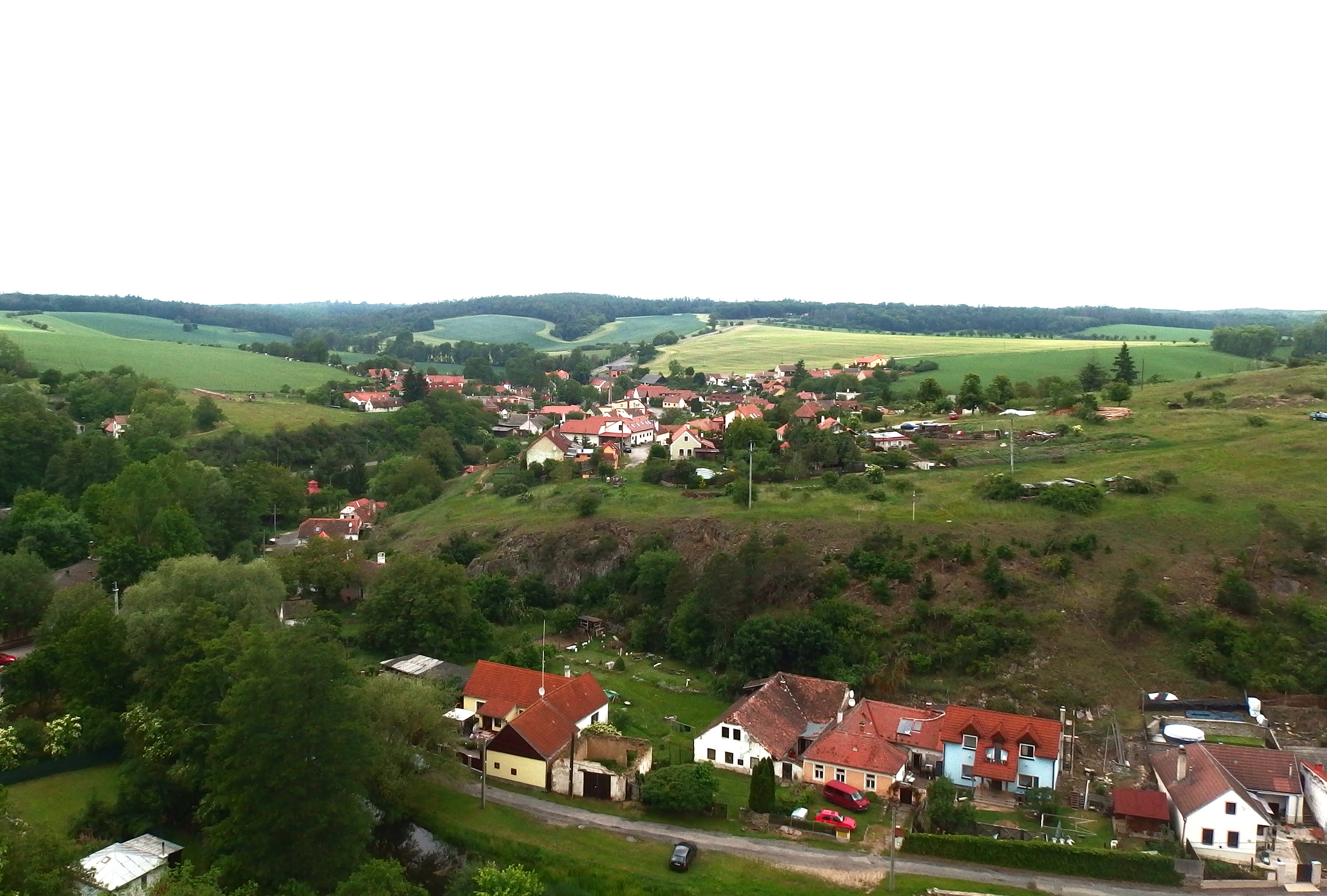
Ortsansicht

Střelice (deutsch Strzelitz, 1939–45: Strelitz) ist eine Gemeinde in Tschechien. Sie liegt unmittelbar nordwestlich von Jevišovice und gehört zum Okres Znojmo.

## Geographie
Střelice befindet sich linksseitig des Flüsschens Jevišovka (Gessowka) im Tal ihres Zuflusses Nedveka in der Jevišovická pahorkatina (Jaispitzer Hügelland). Das Dorf liegt auf dem Gebiet des Naturparks Jevišovka. Im Südwesten erhebt sich der Hložek (409 m n.m.) und nordwestlich der Štírák bzw. Škorpión (421 m n.m.). Südwestlich des Dorfes wird die Jevišovka in der Talsperre Jevišovice gestaut. Durch Střelice verläuft die Staatsstraße II/361 zwischen Jevišovice und Jaroměřice nad Rokytnou.
Nachbarorte sind Rozkoš, Pulkov und Peklo im Norden, Biskupice, Slatina und Němčický Dvůr im Nordosten, Běhařovice, Ratišovice und Stupešice im Osten, Černín und Jevišovice im Südosten, Vranovská Ves, Pavlice und Boskovštejn im Südwesten, Jiřice u Moravských Budějovic im Westen sowie Hostim, Ohrazenice und Kyničky im Nordwesten.

## Geschichte
Archäologische Funde belegen eine Besiedlung der Gegend seit der Jungsteinzeit um 5000 v. Chr. Jaroslav Palliardi und der Boskovštejner Schuldirektor František Vildomec entdeckten zwischen 1909 und 1915 bei ihren Ausgrabungen v. a. auf den Fluren Bukovina, Klobouček und Němčický dvůr eine unbekannte kupferzeitliche Kultur, die sie als Jevišovice-Kultur bezeichneten. Auf dem Klobouček fanden sie mehrere Frauenfiguren des Střelicer Typs. Beim Bau der Straße nach Slatina wurden im Jahre 1910 vier Gräber aus der Zeit der Glockenbecherkultur aufgefunden. 1924 erfolgte an der Straße der Fund einer Bronzefibel aus der Hallstattzeit.
Um 1277 ließ Boček I. von Jevišovice auf dem Jevišovice gegenüberliegenden Felssporn die Burg Jevišovice erbauen; erstmals erwähnt wurde sie 1289. Střelice gehörte ursprünglich nicht zu der Burg und war ein Vladikensitz.
Die erste urkundliche Erwähnung von Střelice erfolgte 1355, als Jindřich Vrána von Střelice mehrere Gehöfte des Dorfes an Vrchoslav von Dobrá Voda verkaufte. Wenig später wurde das Dorf Teil der Herrschaft Jevišovice. Im Jahre 1361 überschrieb Boček II. von Kunstadt und Jevišovice († 1373) Střelice seiner Frau Anna von Füllstein. 1371 verkauften die Brüder Vojslav und Dobeš von Křižínkov ihren Besitz an Bohuněk von Střelice. Anna von Füllstein teilte Střelice 1377 als Mitgift unter ihren Kindern auf. Im Jahre 1385 überließ Eliška von Střelice, mit der das Vladikengeschlecht von Střelice ausstarb, ihr Erbe in Střelice und Morasice ihrem Mann Beneš von Morasice.
Bočeks Sohn Jan von Jevišovice verkaufte 1387 seinen Garten in Střelice seinem Vetter Heinrich von Kunstadt und Jevišovice. Beneš von Morasice veräußerte seinen Hof in Střelice samt Zubehör im selben Jahre dem Bohuněk von Trstěnice. Peter von Kunstadt und Jevišovice († 1407) überschrieb 1390 seiner Frau Eliška von Meziříčí 60 Schock Groschen von den Einkünften der Güter Střelice, Klučovice, Prosiměřice, Bojanovice und Únanov als Morgengabe. Der Machtkampf zwischen König Wenzel IV. und seinem Bruder Sigismund sowie der Bruderkrieg zwischen Jobst und Prokop von Mähren zerrütteten das Land. Der Burggraf von Znojmo, Hynek Dürrteufel von Kunstadt († 1407), kämpfte dabei u. a. zusammen mit Johann Sokol von Lamberg auf Seiten Wenzels IV. und Prokops. Zwischen 1392 und 1406 wurden in Mähren bis zur Beilegung des Zwistes keine Landtafeln geführt. 1412 erbte Eliška von Meziříčí die Güter in Střelice von ihrem Mann. Nach dem Ausbruch der Hussitenkriege schlossen sich Hyneks Söhne Hynek II. und Boček Dürrteufel von Kunstadt den Aufständischen an. Da die Burg Jevišovice zu einem Bollwerk der Hussiten in Südwestmähren geworden war, ließ Herzog Albrecht V. die Burg 1421 einnehmen und zerstören. Ab 1423 konnten die Hussiten die Burg Jevišovice nochmals bis 1431 halten, wahrscheinlich wurde sie dabei im Jahre 1425 erneut von kaiserlichen Truppen erobert. Zu dieser Zeit ließen die Herren von Kunstadt gegenüber der alten Burg auf dem Sporn rechtsseitig der Jevišovka eine neue Burg erbauen. Im Jahre 1432 wurden erstmals beide Burgen erwähnt. 1448 schenkten die Brüder Hynek und Boček von Kunstadt und Jevišovice eine Hälfte von Střelice mit dem Wäldchen Kuchynka ihrem Vetter Jan Zajímač von Kunstadt. Die alte Burg wurde im selben Jahre als wüst bezeichnet. Sezema Zajímač von Kunstadt und Jevišovice überschrieb 1550 seiner Frau Anna von Boskowitz zusammen mit der Burg Jevišovice auch das Dorf Střelice als Morgengabe.
Nachdem mit dem Tode von Georg Zajímač von Kunstadt der Familienzweig im Mannesstamme erloschen war, fielen die Güter seiner
mit dem Oberstkämmerer Hynek Brtnický von Waldstein verheirateten Schwester Katharina zu. Diese setzte im Jahre 1600 ihren Vetter Karl II. von Münsterberg als Erben der Herrschaft ein. Ihm folgte 1617 sein Sohn Karl Friedrich von Münsterberg-Oels. 1619 eroberte General Heinrich von Dampierre während des Dreißigjährigen Krieges Jevišovice. Střelice wurde während des Krieges verwüstet. Mit dem Tode von Karl Friedrich I. von Münsterberg-Oels erlosch 1647 die Linie Münsterberg der Herren von Podiebrad, die Herrschaft fiel seinem Schwiegersohn Silvius Nimrod von Württemberg zu. Dieser trat die Herrschaft Jevišovice an Kaiser Ferdinand III. ab, um das Herzogtum Oels zu erhalten. 1649 kaufte der französische Marschall Jean-Louis Raduit de Souches die Herrschaft für 92.119 Rheinische Gulden. Nach dessen Tode im Jahre 1682 erbte sein jüngerer Sohn Karl Ludwig de Souches Jevišovice. 1686 errichtete er einen Familienfideikommiss, den sein Sohn Karl Joseph erbte. Dieser vererbte 1737 die Herrschaften Jevišovice und Plaveč seinen Töchtern Maria Anna und Maria Wilhelmina. Im Jahre 1743 kaufte Maria Wilhelminas Ehemann Johann Graf von und zu Ugarte die Herrschaft Jevišovice mit der Burg, dem Garten-Lusthaus und dem Städtchen Jevišovice sowie den Dörfern Střelice, Bojanovice, Černín, Vevčice, Únanov, Hluboké Mašůvky, Pavlice und Pottaschehäuser für 206.000 Rheinische Gulden. 1756 erbten Ugartes sechs unmündige Kinder den Besitz. Im Erbvergleich von 1774 erhielt der zweitälteste Sohn, Oberstkanzler Aloys Graf von Ugarte († 1817) die inzwischen mit einem Wert von 480.159 Rheinische Gulden dotierte Herrschaft, 1829 trat sein Neffe und Haupterbe Joseph Graf von Ugarte das Erbe an.
Im Jahre 1834 bestand das Dorf Střelitz bzw. Střelice aus 68 Häusern mit 400 Einwohnern. Im Ort gab es ein obrigkeitliches Branntweinhaus, abseits lag der Meierhof Němtschitz (Němčický Dvůr). Pfarr- und Schulort war Jaispitz. Bis zur Mitte des 19. Jahrhunderts blieb Střelitz der Allodialherrschaft Jaispitz untertänig.
Nach der Aufhebung der Patrimonialherrschaften bildete Střelice / Strzelitz ab 1849 einen Ortsteil des Marktes Jevišovice im Gerichtsbezirk Mährisch Budwitz. Im Jahre 1858 löste sich Střelice von Jevišovice los und bildete eine eigene Gemeinde. 1868 wurde die Gemeinde Teil des Bezirkes Znaim, 1896 kam sie zum neu gebildeten Bezirk Mährisch Budwitz. Zwischen 1894 und 1897 wurde die Talsperre an der Jevišovka errichtet; das von italienischen Ingenieuren projektierte Bauwerk war der erste steinerne Staudammbau in Mähren. Nach der Auflösung des Okres Moravské Budějovice wurde Střelice 1960 dem Okres Znojmo zugeordnet. Zwischen 1975 und 1990 war Střelice nach Jevišovice eingemeindet.

## Gemeindegliederung
Für die Gemeinde Střelice sind keine Ortsteile ausgewiesen. Zu Střelice gehört die Einschicht Němčický Dvůr (Niemtscher Hof).

## Sehenswürdigkeiten
- Kapelle der hl. Familie
- Glockenturm
- Burgstall Jevišovice, südöstlich des Dorfes auf einem Felssporn über der Jevišovka. Auf dem Platz befand sich eine frühzeitliche Siedlungsstätte. Die um 1277 errichtete Burg Jevišovice wurde während der Hussitenkriege zerstört und ab 1448 als wüst bezeichnet. Erhalten sind Gräben, Wälle und geringe Mauerreste.
- Talsperre Jevišovice, erbaut 1894–1897